# Ritem in blues
Ritem in blues ali rítem in blúz (angleško rhythm and blues), pogosto okrajšano kot R&B, je glasbena zvrst popularne afroameriške glasbe, ki se je pojavila v 40-ih letih 20. stoletja. Izraz »ritem in blues« je nastal v tem obdobju kot alternativa za poniževalen izraz »rasna glasba«. Sprva so ga uporabljali proizvajalci plošč, da so z njim opisali posnetke, ki so jih prodajali pretežno v okrožjih, naseljenih z afriškimi američani. V tem času je urbani džez z močno ritmično spremljavo postajal vedno bolj priljubljen. Pomen izraza R&B se je posledično zelo spreminjal. V zgonjih 1950-ih se je izraz rhythm and blues pogosto nanašal na plošče z bluzovsko glasbo. Od 1950-ih dalje, ko je vplival na razvoj rokenrola, je postal izraz R&B uporabljan za glasbene sloge, ki so združevali electric blues, gospel in soul. Do 1970-ih je bil ritem in blues uporabljan kot nadpomenka za soul in funk. V 1980-ih se je razvil novejši stil R&B in postal znan kot sodobni R&B, in nima nobene veze s prvotnim R&B.

## Nekateri pionirji zvrsti
- Leroy Carr
- Cab Calloway
- Count Basie
- T-Bone Walker
- Little Richard
- James Brown
- Bo Diddley
- Otis Redding
- Fats Domino